# Tógyér
Tógyér románul: Toager, falu Romániában, a Bánságban, Temes megyében.

## Fekvése
Dettától nyugatra fekvő település.

## Története
Tógyér nevét 1761-ben említette először oklevél Togier néven.
1828-ban Togyér, 1851-ben és 1913-ban Tógyér néven írták.
1851-ben Fényes Elek írta a településről:
Tógyér, Torontál vármegyében, 6  katholikus, 2 evangélikus, 1246  óhitü lakossal, s anyatemplommal. 76 5/8 telekkel. Földesura a zágrábi nagyprépost s egyszersmind auraniai perjel.
Tógyér 1760-1770 között keletkezett, mikor marosmenti románokat telepítettek ide.
Mercy 1723-1725. évi térképén még nincs feltüntetve; de az 1761. évi katonai térképen már pusztaként, Togier alakban, a csákovai kerületben található.
Kevéssel ezután történt a románok letelepedése is.
1801-ben a zágrábi káptalan, illetőleg az aurániai perjelség birtokába került és a 20. század elején is a zágrábi főkáptalannak, Zsiross Józsefnek, Récsei Ede dr-nak volt itt nagyobb birtoka.
A trianoni békeszerződés előtt Torontál vármegye Módosi járásához tartozott.
1910-ben 1152 lakosából 137 magyar, 63 német, 906 román volt. Ebből 180 római katolikus, 15 református, 946 görög keleti ortodox volt.

## Nevezetességek
- Görög keleti ortodox temploma - 1778-ban épült, de helyére 1907-ben új templom került.

## Források

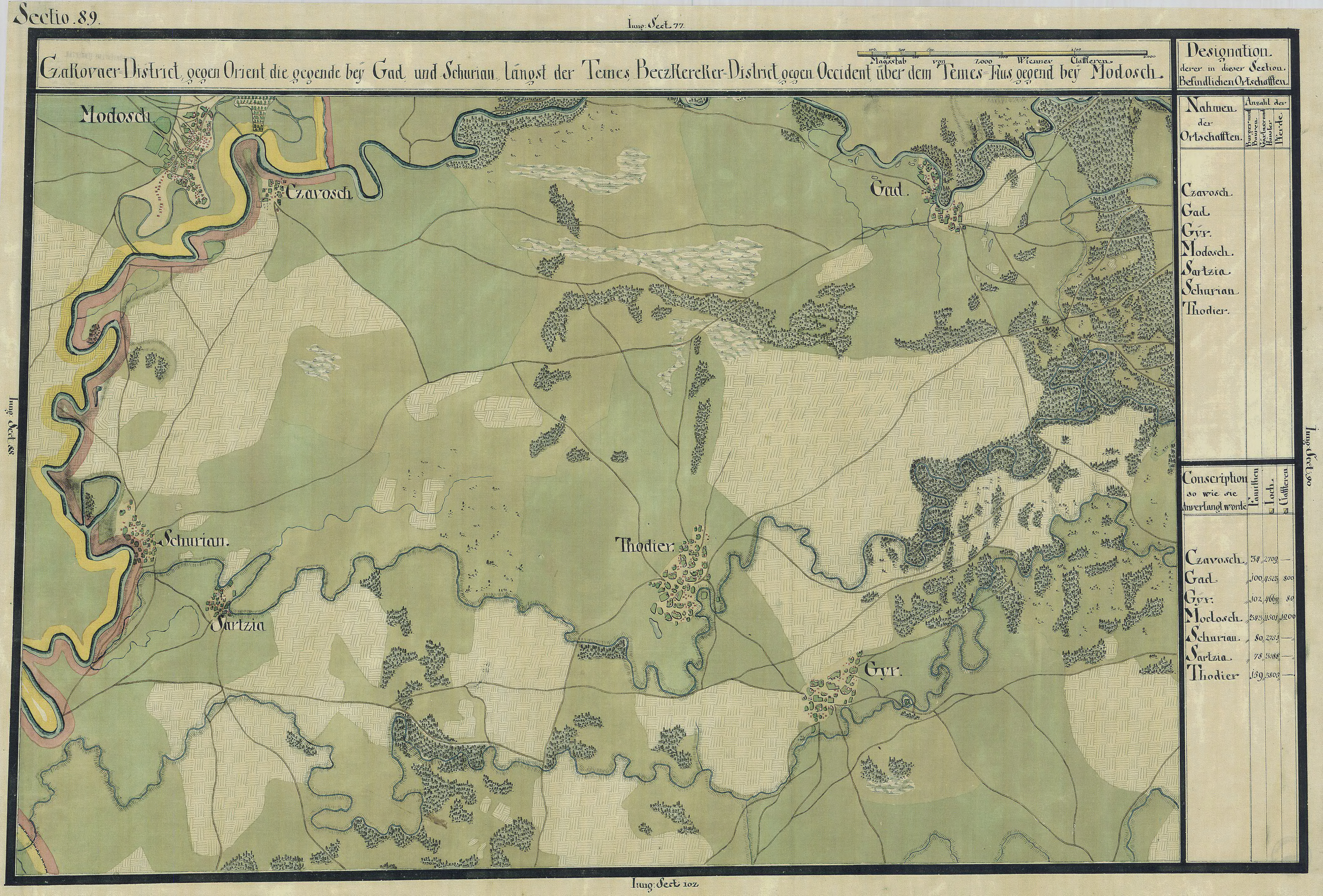
Tógyér egy régi térképen